# Пендикспор
„Пендик Спор Кулюбю“ (на турски: Pendik Spor Kulübü) е футболен клуб от град Истанбул, район Пендик, Турция.
Основан е през 1950 г. в квартал „Пендик“, Истанбул. Това е един от най-старите клубове в страната, като ранната му история датира от 1927 година.
Професионалният си статут придобива през сезон 1983/84. 
Участва в Суперлига Турция. В турската суперлига ще играе за пръв път през настоящия сезон 2023/24 г.
Домакинските си мачове играе на стадион „Пендик“, с капацитет 1 960 зрители.

## Успехи
- Купа на Турция:
  - 1/8 финалист (1): 1999/2000
- Първа лига: (2 ниво)
  -  3-то място (1): 2022/23 (промоция чрез плейоф)
- Втора лига: (3 ниво)
  -  Победител (1): 1997/98
- Трета лига: 4 (ниво)
  -  Победител (1): 1997/98, 2003/04